# Halle Open

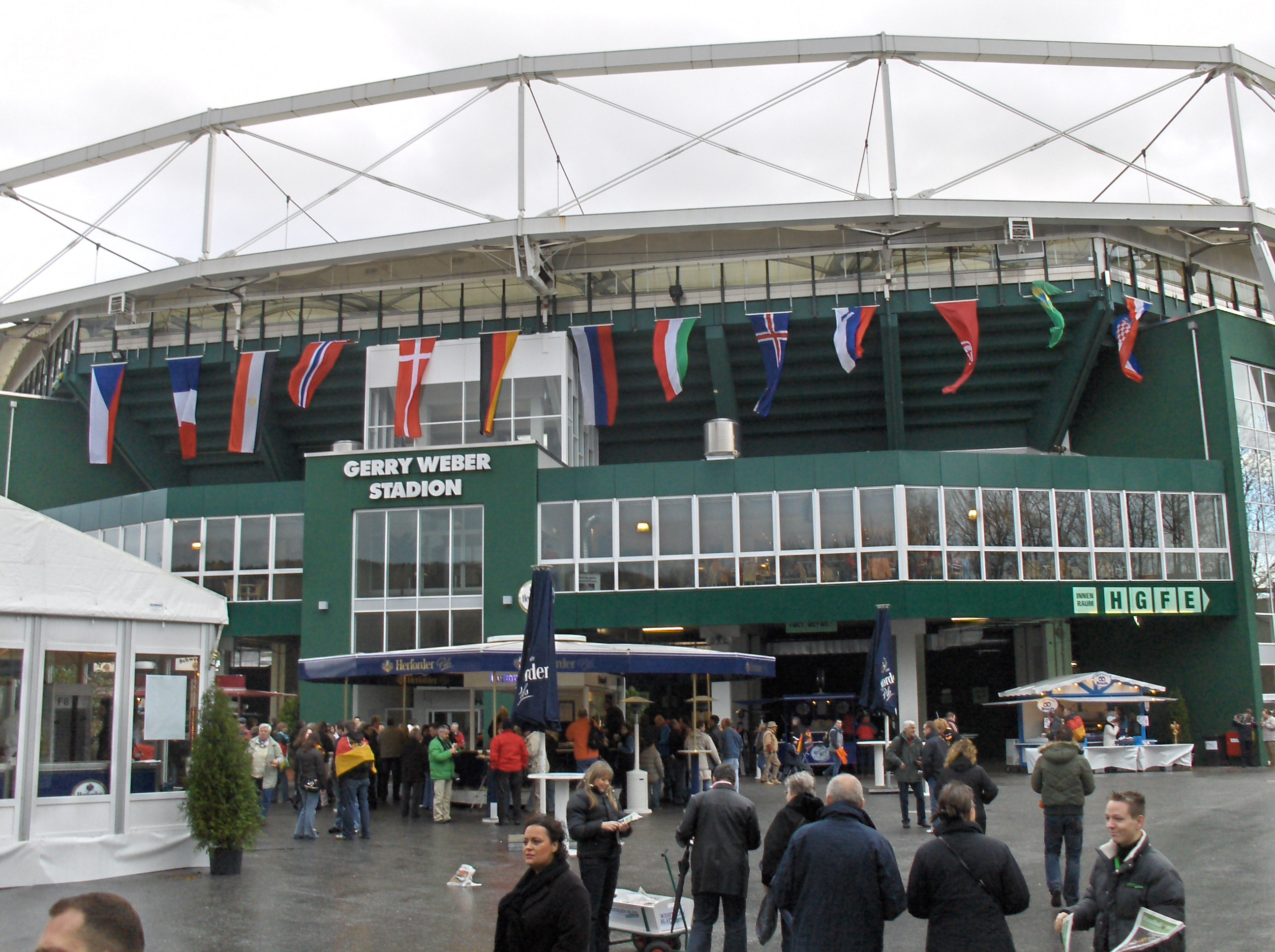
Il Gerry Weber Stadion

L'Halle Open è un torneo professionistico maschile di tennis che fa parte della categoria ATP Tour 500. Si svolge annualmente sui campi in erba della Owl Arena ad Halle (Vestfalia) dal 1991 ed è inserito tra i tornei professionistici dal 1993. È conosciuto per ragioni di sponsorizzazione come Terra Wortmann Open dal 2022, e in precedenza come Gerry Weber Open dal 1993 al 2018 e come Noventi Open dal 2019 al 2021. È un torneo alternativo a quello del Queen's di Londra, in preparazione a Wimbledon. È stato votato dai tennisti ATP come miglior torneo di categoria nel 2000. 

## Storia
Il torneo si giocava la settimana seguente l'Open di Francia, mentre dal 2015 si gioca nella settimana centrale delle tre che separano il Roland Garros da Wimbledon ed è un torneo di preparazione allo Slam londinese. Giocato su campi in erba, faceva parte dell'ATP World Tour 250 series fino al 2014. A partire dal 2015, il torneo fa parte dell'ATP World Tour 500 series.
Il campo centrale, la Owl Arena, ha una capienza massima di 11.500 spettatori, ed è usato anche per altri sport, quali basket, pallavolo e boxe. È dotata di un tetto mobile che assicura il proseguimento dei match anche in caso di condizioni meteorologiche avverse.
La prima edizione dell'evento, nel 1993, fu vinta da Henri Leconte che sconfisse in finale Andrij Medvedjev. Roger Federer vinse il torneo dieci volte, oltre ad aver raggiunto altre tre volte la finale, collezionando anche una vittoria e una sconfitta in finale in doppio.

## Finali passate

### Singolare
| Anno | Vincitore                             | Finalista                             | Punteggio                             |
| ---- | ------------------------------------- | ------------------------------------- | ------------------------------------- |
| 1993 | Henri Leconte                         | Andrij Medvedjev                      | 6–2, 6–3                              |
| 1994 | Michael Stich                         | Magnus Larsson                        | 6–4, 4–6, 6–3                         |
| 1995 | Marc Rosset                           | Michael Stich                         | 3–6, 7–6(11), 7–6(8)                  |
| 1996 | Nicklas Kulti                         | Evgenij Kafel'nikov                   | 6(5)–7, 6–3, 6–4                      |
| 1997 | Evgenij Kafel'nikov (1)               | Petr Korda                            | 7–6(2), 6(5)–7, 7–6(7)                |
| 1998 | Evgenij Kafel'nikov (2)               | Magnus Larsson                        | 6–4, 6–4                              |
| 1999 | Nicolas Kiefer                        | Nicklas Kulti                         | 6–3, 6–2                              |
| 2000 | David Prinosil                        | Richard Krajicek                      | 6–3, 6–2                              |
| 2001 | Thomas Johansson                      | Fabrice Santoro                       | 6–3, 6(5)–7, 6–2                      |
| 2002 | Evgenij Kafel'nikov (3)               | Nicolas Kiefer                        | 2–6, 6–4, 6–4                         |
| 2003 | Roger Federer (1)                     | Nicolas Kiefer                        | 6–1, 6–3                              |
| 2004 | Roger Federer (2)                     | Mardy Fish                            | 6–0, 6–3                              |
| 2005 | Roger Federer (3)                     | Marat Safin                           | 6–4, 6(6)–7, 6–4                      |
| 2006 | Roger Federer (4)                     | Tomáš Berdych                         | 6–0, 6(4)–7, 6–2                      |
| 2007 | Tomáš Berdych                         | Marcos Baghdatis                      | 7–5, 6–4                              |
| 2008 | Roger Federer (5)                     | Philipp Kohlschreiber                 | 6–3, 6–4                              |
| 2009 | Tommy Haas (1)                        | Novak Đoković                         | 6–3, 6(4)–7, 6–1                      |
| 2010 | Lleyton Hewitt                        | Roger Federer                         | 3–6, 7–6(4), 6–4                      |
| 2011 | Philipp Kohlschreiber                 | Philipp Petzschner                    | 7–6(5), 2–0 rit.                      |
| 2012 | Tommy Haas (2)                        | Roger Federer                         | 7–6(5), 6–4                           |
| 2013 | Roger Federer (6)                     | Michail Južnyj                        | 6(5)–7, 6–3, 6–4                      |
| 2014 | Roger Federer (7)                     | Alejandro Falla                       | 7–6(2), 7–6(3)                        |
| 2015 | Roger Federer (8)                     | Andreas Seppi                         | 7–6(1), 6–4                           |
| 2016 | Florian Mayer                         | Alexander Zverev                      | 6–2, 5–7, 6–3                         |
| 2017 | Roger Federer (9)                     | Alexander Zverev                      | 6–1, 6–3                              |
| 2018 | Borna Ćorić                           | Roger Federer                         | 7–6(6), 3–6, 6–2                      |
| 2019 | Roger Federer (10)                    | David Goffin                          | 7–6(2), 6–1                           |
| 2020 | Annullato per la pandemia di COVID-19 | Annullato per la pandemia di COVID-19 | Annullato per la pandemia di COVID-19 |
| 2021 | Ugo Humbert                           | Andrej Rublëv                         | 6–3, 7–6(4)                           |
| 2022 | Hubert Hurkacz                        | Daniil Medvedev                       | 6–1, 6–4                              |
| 2023 | Aleksandr Bublik (1)                  | Andrej Rublëv                         | 6–3, 3–6, 6–3                         |
| 2024 | Jannik Sinner                         | Hubert Hurkacz                        | 7–6(8), 7–6(2)                        |
| 2025 | Aleksandr Bublik (2)                  | Daniil Medvedev                       | 6–3, 7–6(4)                           |

### Doppio
| Anno | Vincitori                                  | Finalisti                                 | Punteggio                             |
| ---- | ------------------------------------------ | ----------------------------------------- | ------------------------------------- |
| 1993 | Petr Korda Cyril Suk                       | Mike Bauer Marc-Kevin Goellner            | 7–6, 5–7, 6–3                         |
| 1994 | Olivier Delaître Guy Forget                | Henri Leconte Gary Muller                 | 6–4, 6–7, 6–4                         |
| 1995 | Jacco Eltingh Paul Haarhuis                | Evgenij Kafel'nikov Andrej Ol'chovskij    | 6–2, 3–6, 6–3                         |
| 1996 | Byron Black Grant Connell                  | Evgenij Kafel'nikov Daniel Vacek          | 6–1, 7–5                              |
| 1997 | Karsten Braasch Michael Stich              | David Adams Marius Barnard                | 7–6, 6–3                              |
| 1998 | Ellis Ferreira Rick Leach                  | John-Laffnie de Jager Marc-Kevin Goellner | 4–6, 6–4, 7–6                         |
| 1999 | Jonas Björkman (1) Patrick Rafter          | Paul Haarhuis Jared Palmer                | 6–3, 7–5                              |
| 2000 | Nicklas Kulti Mikael Tillström             | Mahesh Bhupathi David Prinosil            | 7–6(4), 7–6(4)                        |
| 2001 | Daniel Nestor Sandon Stolle                | Maks Mirny Patrick Rafter                 | 6–4, 6(5)–7, 6–1                      |
| 2002 | David Prinosil David Rikl (1)              | Jonas Björkman Todd Woodbridge            | 4–6, 7–6(5), 7–5                      |
| 2003 | Jonas Björkman (2) Todd Woodbridge         | Martin Damm Cyril Suk                     | 6–3, 6–4                              |
| 2004 | Leander Paes David Rikl (2)                | Tomáš Cibulec Petr Pála                   | 6–2, 7–5                              |
| 2005 | Roger Federer Yves Allegro                 | Joachim Johansson Marat Safin             | 7–5, 6(6)–7, 6–3                      |
| 2006 | Fabrice Santoro Nenad Zimonjić             | Michael Kohlmann Rainer Schüttler         | 6–0, 6–4                              |
| 2007 | Simon Aspelin Julian Knowle (1)            | Fabrice Santoro Nenad Zimonjić            | 6–4, 7–6(5)                           |
| 2008 | Michail Južnyj (1) Miša Zverev             | Lukáš Dlouhý Leander Paes                 | 4–6, 6–3, [10–3]                      |
| 2009 | Christopher Kas Philipp Kohlschreiber      | Andreas Beck Marco Chiudinelli            | 6–3, 6–4                              |
| 2010 | Serhij Stachovs'kyj Michail Južnyj (2)     | Martin Damm Filip Polášek                 | 4–6, 7–5, [10–7]                      |
| 2011 | Rohan Bopanna Aisam-ul-Haq Qureshi (1)     | Robin Haase Milos Raonic                  | 7–6(8), 3–6, [11–9]                   |
| 2012 | Aisam-ul-Haq Qureshi (2) Jean-Julien Rojer | Treat Conrad Huey Scott Lipsky            | 6–3, 6–4                              |
| 2013 | Santiago González Scott Lipsky             | Daniele Bracciali Jonathan Erlich         | 6–2, 7–6(3)                           |
| 2014 | Andre Begemann Julian Knowle (2)           | Marco Chiudinelli Roger Federer           | 1–6, 7–5, [12–10]                     |
| 2015 | Raven Klaasen (1) Rajeev Ram (1)           | Rohan Bopanna Florin Mergea               | 7–6(5), 6–2                           |
| 2016 | Raven Klaasen (2) Rajeev Ram (2)           | Łukasz Kubot Alexander Peya               | 7–6(5), 6–2                           |
| 2017 | Łukasz Kubot (1) Marcelo Melo (1)          | Alexander Zverev Miša Zverev              | 5–7, 6–3, [10–8]                      |
| 2018 | Łukasz Kubot (2) Marcelo Melo (2)          | Alexander Zverev Miša Zverev              | 7–6(1), 6–4                           |
| 2019 | Raven Klaasen (3) Michael Venus            | Łukasz Kubot Marcelo Melo                 | 4–6, 6–3, [10–4]                      |
| 2020 | Annullato per la pandemia di COVID-19      | Annullato per la pandemia di COVID-19     | Annullato per la pandemia di COVID-19 |
| 2021 | Kevin Krawietz Horia Tecău                 | Félix Auger-Aliassime Hubert Hurkacz      | 7–6(4), 6–4                           |
| 2022 | Marcel Granollers Horacio Zeballos         | Tim Pütz Michael Venus                    | 6–4, 6(5)–7, [14–12]                  |
| 2023 | Marcelo Melo (3) John Peers                | Simone Bolelli Andrea Vavassori           | 7–6(3), 3–6, [10–6]                   |
| 2024 | Simone Bolelli Andrea Vavassori            | Kevin Krawietz Tim Pütz                   | 7–6(3), 7–6(5)                        |
| 2025 | Kevin Krawietz Tim Pütz                    | Simone Bolelli Andrea Vavassori           | 6–3, 7–6(4)                           |

## Record

### Vittorie

#### Maggior numero di titoli in singolare
Di seguito i tennisti vincitori di almeno due edizioni del torneo in singolare.
| Tennista            | Vittorie | Edizioni                                                   |
| ------------------- | -------- | ---------------------------------------------------------- |
| Roger Federer       | 10       | 2003, 2004, 2005, 2006, 2008, 2013, 2014, 2015, 2017, 2019 |
| Evgenij Kafel'nikov | 3        | 1997, 1998, 2002                                           |
| Tommy Haas          | 2        | 2009, 2012                                                 |
| Aleksandr Bublik    | 2        | 2023, 2025                                                 |

#### Maggior numero di successi in singolare per nazionalità
| Pos. | Nazione         | Titoli | Edizioni                                                         |
| ---- | --------------- | ------ | ---------------------------------------------------------------- |
| 1    | Svizzera        | 11     | 1995, 2003, 2004, 2005, 2006, 2008, 2013, 2014, 2015, 2017, 2019 |
| 2    | Germania        | 7      | 1994, 1999, 2000, 2009, 2011, 2012, 2016                         |
| 3    | Russia          | 3      | 1997, 1998, 2002                                                 |
| 4    | Francia         | 2      | 1993, 2021                                                       |
| 4    | Svezia          | 2      | 1996, 2001                                                       |
| 4    | Kazakistan      | 2      | 2023, 2025                                                       |
| 5    | Repubblica Ceca | 1      | 2007                                                             |
| 5    | Australia       | 1      | 2010                                                             |
| 5    | Croazia         | 1      | 2018                                                             |
| 5    | Polonia         | 1      | 2022                                                             |
| 5    | Italia          | 1      | 2024                                                             |